# DMRTC1
DMRTC1 (англ. DMRT like family C1B) – білок, який кодується однойменним геном, розташованим у людей на довгому плечі X-хромосоми. Довжина поліпептидного ланцюга білка становить 192 амінокислот, а молекулярна маса — 20 139.
| 10         |  | 20         |  | 30         |  | 40         |  | 50         |
| ---------- |  | ---------- |  | ---------- |  | ---------- |  | ---------- |
| MAAPPKAPIR |  | VRNLTIRAGA |  | LTGKENNMLQ |  | PETHIFTAPE |  | EGSSQGALLL |
| GQAPEPLSLP |  | CTPVTLEQQL |  | VSPSGDPHRA |  | PALPSICSTL |  | ILQPCATLDP |
| LLLQPQVPKV |  | SDQALVSAHS |  | EWQRKLEAAE |  | ALLTLRNSAQ |  | APPDSISLHQ |
| PCNPPAPAGD |  | KGFQPPSPSL |  | RPRPASSISL |  | PIGHLGCISL |  | LS         |

A: Аланін

C: Цистеїн

D: Аспарагінова кислота

E: Глутамінова кислота

F: Фенілаланін

G: Гліцин

H: Гістидин

I: Ізолейцин

K: Лізин

L: Лейцин

M: Метіонін

N: Аспарагін

P: Пролін

Q: Глутамін

R: Аргінін

S: Серин

T: Треонін

V: Валін

Задіяний у таких біологічних процесах, як транскрипція, регуляція транскрипції, альтернативний сплайсинг. 